# Caroline Munro
Caroline Munro (Windsor, 16 de janeiro de 1949) é uma atriz britânica, mais conhecida por sua participação nos filmes de terror e ficção científica da produtora inglesa Hammer e por seu papel da bond girl Naomi em 007 O Espião Que Me Amava.

## Carreira
Munro começou sua carreira no meio artístico em 1966, quando sua mãe e um fotógrafo amigo do colégio de artes onde estudava, mandaram algumas fotos suas para o concurso Face of the Year do jornal londrino The Evening News, e ela venceu, escolhida pelo famoso fotógrafo David Bailey. Isto a levou a uma carreira de modelo, em que seu primeiro trabalho foi para a revista Vogue britânica, com 17 anos. Ela então mudou-se de Windsor para Londres, onde fez diversos comerciais para a tv, fotos para capas de revista e uma figuração em Cassino Royale, o filme não-oficial de 1967, uma comédia-pastelão com David Niven e Peter Sellers no papel de James Bond.
Tornando-se um rosto conhecido na Grã-Bretanha pelas várias fotos de propaganda que fazia, uma delas lhe valeu um teste e um contrato de um ano com a Paramount Pictures, estreando em 1969 no papel de filha de Richard Widmark na comédia de faroeste A Talent for Loving.
Em 1971, o presidente da Hammer Film Productions, antiga e famosa produtora de filmes de terror e ficção científica-trash da Inglaterra, lhe ofereceu um contrato e Caroline começou a fazer os filmes pelos quais ficaria mais conhecida, como o clássico O Abominável Dr. Phibes, com o maior nome do genêro, Vincent Price. Foi a única atriz a ter um contrato de longa duração com a Hammer, em toda a história da produtora.
Capitão Kronos, o Caçador de Vampiros, A Nova Viagem de Sinbad (1974) e Starcrash (1977), foram outros filmes de sucesso de público no gênero do terror e do cinema fantástico de baixo orçamento em que ela atuou nos anos 70, até chegar ao papel que a tornaria popular mundialmente.

### Bond girl
Em 1977, Munro recusou a oportunidade do papel da vilã Ursa, no primeiro Superman da série cinematográfica, para fazer aquela que seria sua mais celebrada aparição no cinema, no melhor e mais bem sucedido filme de Roger Moore como 007, em público e crítica. Como Naomi, a piloto de helicóptero e assistente do vilão Karl Stromberg, que flerta com James Bond em 007 O Espião que Me Amava, Munro teve a "honra" de ser a primeira bond girl a ser morta - não frente à frente - pelo espião inglês em toda a série e a primeira bond girl "má" a não ir para a cama com Bond. 'Cubby' Broccoli, o produtor dos filmes de 007, impressionado com sua fotogenia, a aconselhou firmemente a ir para os Estados Unidos tentar uma carreira mais lucrativa, mas Munro preferiu ficar na Europa junto de sua família.
Nos anos 80, ela continuou fazendo filmes de terror e ficção científica de baixo orçamento na Europa, principalmente na Itália, num trabalho constante mas de pouca projeção, filmando também nos Estados Unidos na segunda metade da década, em filmes B. Durante estes anos também apresentou programas de TV e foi uma famosa pin-up na mídia, principalmente nos anos 70, apesar de nunca posar nua, aparecendo em videoclipes de astros do rock como Adam Ant e Meat Loaf. Nos anos 90, limitou seu trabalho nas telas a rápidas aparições em filmes de televisão e documentários.